# TNA International Championship
TNA International Championship – tytuł mistrzowski profesjonalnego wrestlingu stworzony i promowany przez federację Total Nonstop Action Wrestling. Tytuł ogłoszono 29 marca 2025, który zastąpił TNA Digital Media Championship. Inauguracyjnym mistrzem był Steve Maclin.

## Historia
W dniu 29 marca 2025 roku podczas tapingów TNA Impact! Director of Authority Santino Marella pozbawił Steph De Lander TNA Digital Media Championship, wycofując je i zastępując je nowym TNA International Championship. Inauguracyjny mistrz zostanie wyłoniony w drodze turnieju na TNA pay-per-view Unbreakable.

### Turniej inauguracyjny
|  |                                                                      |                                                                      |                                                                      |              |              |                                  |                                  |                                  |
|  | Pierwsza runda (TNA Impact!, 10 kwietnia) (Unbreakable, 17 kwietnia) | Pierwsza runda (TNA Impact!, 10 kwietnia) (Unbreakable, 17 kwietnia) | Pierwsza runda (TNA Impact!, 10 kwietnia) (Unbreakable, 17 kwietnia) |              |              | Finał (Unbreakable, 17 kwietnia) | Finał (Unbreakable, 17 kwietnia) | Finał (Unbreakable, 17 kwietnia) |
|  | Pierwsza runda (TNA Impact!, 10 kwietnia) (Unbreakable, 17 kwietnia) | Pierwsza runda (TNA Impact!, 10 kwietnia) (Unbreakable, 17 kwietnia) | Pierwsza runda (TNA Impact!, 10 kwietnia) (Unbreakable, 17 kwietnia) |              |              | Finał (Unbreakable, 17 kwietnia) | Finał (Unbreakable, 17 kwietnia) | Finał (Unbreakable, 17 kwietnia) |
|  |                                                                      |                                                                      |                                                                      |              |              |                                  |                                  |                                  |
|  |                                                                      |                                                                      |                                                                      |              |              |                                  |                                  |                                  |
|  | Eddie Edwards                                                        | Eddie Edwards                                                        | 9:55                                                                 |              |              |                                  |                                  |                                  |
|  | Eddie Edwards                                                        | Eddie Edwards                                                        | 9:55                                                                 |              |              |                                  |                                  |                                  |
|  | Ace Austin                                                           | Ace Austin                                                           | –                                                                    |              |              |                                  |                                  |                                  |
|  | Ace Austin                                                           | Ace Austin                                                           | –                                                                    |              |              |                                  |                                  |                                  |
|  | Steve Maclin                                                         | Steve Maclin                                                         | Pin                                                                  |              |              |                                  |                                  |                                  |
|  | Steve Maclin                                                         | Steve Maclin                                                         | Pin                                                                  |              |              |                                  |                                  |                                  |
|  |                                                                      |                                                                      |                                                                      |              |              |                                  |                                  |                                  |
|  |                                                                      |                                                                      |                                                                      |              |              |                                  |                                  |                                  |
|  | Zachary Wentz                                                        | Zachary Wentz                                                        | 8:50                                                                 | Steve Maclin | Steve Maclin | Pin                              |                                  |                                  |
|  | Zachary Wentz                                                        | Zachary Wentz                                                        | 8:50                                                                 | Steve Maclin | Steve Maclin | Pin                              |                                  |                                  |
|  | JDC                                                                  | JDC                                                                  | –                                                                    |              |              | Eric Young                       | Eric Young                       | –                                |
|  | JDC                                                                  | JDC                                                                  | –                                                                    |              |              | Eric Young                       | Eric Young                       | –                                |
|  | Eric Young                                                           | Eric Young                                                           | Pin                                                                  |              |              | A. J. Francis                    | A. J. Francis                    | 13:40                            |
|  | Eric Young                                                           | Eric Young                                                           | Pin                                                                  |              |              | A. J. Francis                    | A. J. Francis                    | 13:40                            |
|  |                                                                      |                                                                      |                                                                      |              |              |                                  |                                  |                                  |
|  |                                                                      |                                                                      |                                                                      |              |              |                                  |                                  |                                  |
|  | A. J. Francis                                                        | A. J. Francis                                                        | Pin                                                                  |              |              |                                  |                                  |                                  |
|  | A. J. Francis                                                        | A. J. Francis                                                        | Pin                                                                  |              |              |                                  |                                  |                                  |
|  | Mance Warner                                                         | Mance Warner                                                         | –                                                                    |              |              |                                  |                                  |                                  |
|  | Mance Warner                                                         | Mance Warner                                                         | –                                                                    |              |              |                                  |                                  |                                  |
|  | Sami Callihan                                                        | Sami Callihan                                                        | 7:51                                                                 |              |              |                                  |                                  |                                  |
|  | Sami Callihan                                                        | Sami Callihan                                                        | 7:51                                                                 |              |              |                                  |                                  |                                  |

## Panowania
| Nr        | Ogólny numer panowania                                       |
| Panowanie | Liczba panowań konkretnego mistrza                           |
| Dni       | Liczba dni panowania                                         |
| +         | Oznacza, że liczba dni w posiadaniu wzrasta z kolejnym dniem |

| Nr | Mistrz       | Zmiana mistrza   | Zmiana mistrza | Zmiana mistrza | Statystyki panowania | Statystyki panowania | Notka                                                                                       | Odn.  |
| Nr | Mistrz       | Data             | Gala           | Miejsce        | Panowanie            | Dni                  | Notka                                                                                       | Odn.  |
| -- | ------------ | ---------------- | -------------- | -------------- | -------------------- | -------------------- | ------------------------------------------------------------------------------------------- | ----- |
| 1  | Steve Maclin | 17 kwietnia 2025 | Unbreakable    | Paradise, NV   | 1                    | 37+                  | Pokonał Erica Younga i A.J. Francisa w finale turnieju, aby zostać inauguracyjnym mistrzem. | [ 3 ] |